# النوينويشر (البحراويين)
النوينويشر هي إحدى مشيخات المملكة المغربية، تتبع جغرافيا لإقليم الفحص أنجرة وإداريًا لالبحراويين. يقدر عدد سكانها بـ 5304 نسمة حسب الإحصاء الرسمي للسكان والسكنى لسنة 2004.